# Müritz
Müritz (tyska: [ˈmyːʁɪt͡s] ( lyssna)) är den till ytan näst största sjön i Tyskland, efter Bodensjön. Det är dock den största sjön som är helt belägen inom landets gränser.
Den ligger i delstaten Mecklenburg-Vorpommern och täcker en yta av 113 kvadratkilometer. Sjön bildades under senaste istiden och dess största djup är 31 meter. Dess namn kommer från det slaviska morcze och betyder "litet hav". Genom sjön går floden Elde. Waren, som är den största staden vid sjön, ligger vid dess norra ände.
För att skydda sjöns djur- och växtliv inrättades 1990 Müritz-Nationalpark, med en yta av 318 kvadratkilometer.